# Damblainville
Damblainville település Franciaországban, Calvados megyében. Lakosainak száma 231 fő (2022. január 1.). Damblainville Bernières-d’Ailly, Épaney, Eraines, Morteaux-Coulibœuf, Versainville és Villy-lez-Falaise községekkel határos.

## Népesség
A település népességének változása:
| Lakosok száma | 171  | 220  | 193  | 208  | 226  | 233  | 241  | 238  | 239  | 231  |
|               | 1968 | 1982 | 1990 | 2006 | 2013 | 2015 | 2017 | 2019 | 2020 | 2022 |